# Llanegwad
Llanegwad è un centro abitato del Galles, situato nella contea del Carmarthenshire.